# ويليام جاكوبس
ويليام جاكوبس (بالإنجليزية: W. W. Jacobs) (و. 1863 – 1943 م) هو كاتب، وروائي، وكاتب سيناريو بريطاني، توفي عن عمر يناهز 80 عاماً.

## التعليم
تعلم في كلية بيركبيك - جامعة لندن.

## وصلات خارجية
- ويليام جاكوبس على موقع IMDb (الإنجليزية)
- ويليام جاكوبس على موقع الموسوعة البريطانية (الإنجليزية)
- ويليام جاكوبس على موقع ميوزك برينز (الإنجليزية)
- ويليام جاكوبس على موقع قاعدة بيانات برودواي على الإنترنت (الإنجليزية)
- ويليام جاكوبس على موقع إن إن دي بي (الإنجليزية)
- ويليام جاكوبس على موقع ديسكوغز (الإنجليزية)
- ويليام جاكوبس على موقع قاعدة بيانات الفيلم (الإنجليزية)
- ويليام جاكوبس في قاعدة بيانات الأفلام على الإنترنت